# Novasio Ridge
Novasio Ridge (in lingua inglese: Dorsale Novasio) è una lunga dorsale antartica, coperta di ghiaccio, che separa le porzioni inferiori del Ghiacciaio Freimanis e del Ghiacciaio Man-o-War, nei Monti dell'Ammiragliato, in Antartide.
La dorsale è stata mappata dall' United States Geological Survey (USGS) sulla base di rilevazioni e foto aeree scattate dalla U.S. Navy nel periodo 1960-62.
La denominazione è stata assegnata dall' Advisory Committee on Antarctic Names (US-ACAN) in onore di Richard A. Novasio, della U.S. Navy, operatore radio presso la stazione di Capo Hallett nel 1957.